# حركة الاستقلال الآشورية
حركة الاستقلال الآشورية، حركة سياسية ورغبة قومية إثنية للشعب الآشوري بالعيش في موطنهم الآشوري التقليدي في ظل دولة آشورية ذات حكم ذاتي.
قاد التاريخ الصاخب لموطن الآشوريين الأصلي والمناطق المحيطة، وتأسيس دول قومية حديثة من الإمبراطورية العثمانية السابقة، إلى ظهور القومية الآشورية.
في هذا الصدد، حركة الاستقلال الآشوري مصطلح «شمولي» للمساعي الجمعية لمقترحي القومية الآشورية في سياق الدولة القومية الحديثة. نتيجةً للإبادة الجماعية والحرب، هم يشكلون أقلية في مواطنهم التقليدية وبالتالي كان الاستقلال السياسي غير ممكن بسبب المخاطر الأمنية، ويفسر سبب وجود حركة للاستقلال الآشوري اليوم.
المناطق التي تشكل موطن الآشوريين جزء من شمال العراق اليوم، وجنوب شرق تركيا، وشمال غرب إيران، وفي الآونة الأخيرة، شمال شرق سوريا. الجهود على وجه التحديد في المناطق حيث ما تزال توجد تجمعات كبيرة، وليس في الموطن الآشوري بكليّته، وهذه المناطق ذات التجمعات الكبيرة هي أربيل، ومحافظة دهوك في العراق، وتقع الأخيرتان في إقليم كردستان العراق ومحافظة الحسكة في سوريا. كانت محافظتا الموصل ونينوى تتمتعان بوجود آشوري كبير قبل استيلاء تنظيم الدولة الإسلامية على السكان الآشوريين وطردهم قسرًا في 2014.
كان اغتيال المار شمعون الثالث والعشرين إيشاي في عام 1975 لحظة إحباط بالنسبة لكل الآشوريين ذلك أنه كان قائدهم الروحي والدنيوي. خلال سنيه الثلاثة والخمسين في منصب بطريرك كنيسة الشرق، ناشد المار شمعون الثالث والعشرين إيشاي عصبة الأمم، ثم الأمم المتحدة، من أجل وطن آشوري قبل أن يتنحى عن منصبه في عام 1973.
حركة الاستقلال نشطة ضمن الوطن وعبر الشتات العالمي، ويصحبها الكثير من المقاومة من طرف الدول والمناطق شرق الأوسطية المحلية، بالإضافة إلى الكرد. امتدت الحركة لقرون، ذلك أن الصياغة البدئية لمفهوم كيان الدولة الآشورية المعاصرة حدثت في القرن التاسع عشر مع تقهقر الدولة العثمانية وبزوغ السلطة الأوروبية في المنطقة، ولا سيما عن طريق الإمبراطوريتين البريطانية والروسية، بالإضافة إلى الجمهورية الفرنسية.
واجهت الحركة الكثير من العراقيل، بما فيها أحداثًا مثل الإبادة الجماعية الآشورية، ومذبحة سيميل، والصراعات الداخلية حول نزاعات التسمية والكنائس الآشورية، والتصوير في وسائل الإعلام، وسياسات التعريب والتكريد والتتريك. في الآونة الأخيرة، كان تنظيم داعش مشكلتهم الرئيسة، والذي تولى السيطرة وطرد نسبة هائلة من السكان من سهول نينوى في شمال العراق. طلبت جمعية المساعدة الآشورية الأمريكية من حكومة الولايات المتحدة أن تصنف هذه الأعمال على أنها إبادة جماعية في حق الآشوريين في هذه المناطق.
صرح أوستن هنري لايارد، سفير الإمبراطورية البريطانية إلى الإمبراطورية العثمانية في القرن التاسع عشر، أن الآشوريين قد نجوا من الغزوات العربية والمغولية والكردية في جبال هكاري وشمال بلاد الرافدين، حيث حاربوا ليحافظوا على استقلالهم في القرن التاسع عشر.
في عام 2016، صوت البرلمان العراقي ضد محافظة مسيحية جديدة في سهول نينوى، وهو هدف سياسي معلن لجميع الجماعات والمؤسسات السياسية الآشورية الرئيسة. احتج الآشوريون، بما فيهم رئيس الحزب المسيحي الآشوري بيت النهرين، روميو هكاري، على قرار البرلمان وصرح قائلًا: «لا نريد أن نكون جزءًا من منطقة الحكم الذاتي السنية (العربية) المحتملة في العراق».

## الحرب العالمية الأولى

### في تركيا
عاش الآشوريون أولًا في محافظتي هكاري وشرناق، وماردين في جنوب شرق تركيا، في منطقة كانت ذات مرة جزءًا من آشور القديمة. كان في هذه المناطق عدد كبير أيضًا من السكان الكرد والأرمن. بدءًا من القرن التاسع عشر، تعرض الأرمن واليونانيون والآشوريون في شرق الأناضول، بما فيها جبال هكاري في ولاية وان، لعمليات الإعدام والترحيل القسري، والسبب المحتمل هو الاضطهاد الديني للمجتمعات الأصلية المسيحية القديمة السابقة للإسلام والتركيّة في الأناضول.
كانت منطقة هكاري المركز الرئيس للسكان الآشوريين في بداية القرن العشرين. وفقًا لبطريرك القسطنطينية الأرمني، كان ثمة 18.000 آشوري في ولاية وان، و15.000 في ولاية بدليس، و25.000 في ولاية ديار بكر في 1912/ 1913. في عام 1914، بدأت حركة الأتراك الشباب بمساعدة من الكرد ومجموعات إثنية مسلمة أخرى، بعملية استهداف منهجي للمجتمعات الأصلية المسيحية القديمة في آسيا الصغرى، والمتألفة في المقام الأول من الأرمن والآشوريين واليونانيين والجورجيين إلى حد ما. تبع ذلك أحداث مثل الإبادة الجماعية الآشورية، والإبادة الجماعية اليونانية، والإبادة الجماعية الأرمنية، مثلما فعلت مجاعة جبل لبنان الكبرى ذات الدوافع المشابهة والتي استهدفت المسيحيين الموارنة. في البداية، أُبيد قادة وطنيون وشخصيات دينية آشورية رئيسة، وتبع ذلك المذبحة الممنهجة والتطهير العرقي على أيدي الترك والعرب والكرد والشيشان والشركس بحق مئات الآلاف من الرجال والنساء والأطفال العُزّل.
عند بداية الحرب العالمية الأولى، كان نصف السكان الآشوريين تقريبًا يعيش فيما يُعرف اليوم بجنوب شرق تركيا وعاش البقية عبر الحدود فيما يُعرف اليوم بشمال العراق، وشمال شرق سوريا وشمال غرب إيران. تولت حركة الأتراك الشباب، وهم مجموعة من الوطنيين المتطرفين الأتراك، السيطرة على الإمبراطورية العثمانية لخمسة أعوام فقط قبل بدء الحرب العالمية الأولى. خطط العثمانيون للانضمام إلى طرف قوى المركز (ألمانيا، والإمبراطورية النمساوية المجرية، وبلغاريا) ومساعدتها على تقسيم الإمبراطوريات البريطانية والروسية والفرنسية في آسيا. في عام 1914، مدركة أنها متوجهة إلى حرب، سنّت الحكومة العثمانية قانونًا يتطلب تجنيد جميع الشباب الذكور في الجيش العثماني لدعم المجهود الحربي. دخلت الإمبراطورية العثمانية الحرب العالمية الأولى في أكتوبر من عام 1914 بقصف الموانئ الروسية على البحر الأسود.